# Budapest Challenger 2000
Il Budapest Challenger 2000 è stato un torneo di tennis facente parte della categoria ATP Challenger Series nell'ambito dell'ATP Challenger Series 2000. Il torneo si è giocato a Budapest in Ungheria dal 22 al 27 maggio 2000 su campi in terra rossa.

## Vincitori

### Singolare
Edwin Kempes ha battuto in finale  Jérôme Golmard che si è ritirato sul punteggio di 6–4

### Doppio
Thomas Shimada /  Myles Wakefield hanno battuto in finale  Irakli Labadze /  Dinu Pescariu con il punteggio di 6–2, 3–6, 6–3